# Inde aux Jeux olympiques de 1900
L'Inde britannique participe aux Jeux olympiques d'été de 1900 à Paris. Sa délégation est composée d'un seul athlète réparti dans un seul sport. Au terme des Olympiades, la nation se classe 19e ; cet ensemble de délégation ayant chacun gagné deux médailles d'argent. Il s'agit de la première participation d'un pays asiatique aux Jeux olympiques.

## Engagés indiens par sport
Un seul représentant participe à ces Jeux pour l'Inde britannique, il s'agit de Norman Pritchard. Il participe aux cinq épreuves d'athlétisme :
- Éliminé en série sur 60 m (troisième de sa série, les deux premiers sont qualifiés pour la finale)
- Éliminé en série sur 100 m (premier temps lors de la première série, troisième dans la deuxième série de la demi-finale, non repêché pour la finale)
- Médaille d'argent sur 200 m en 22 s 8
- Premier de sa série, puis abandon en finale sur 110 m haies
- Médaille d'argent sur 200 m haies en 26 s 6

## Liste des médaillés indiens

### Médailles d'or
Aucun athlète indien ne remporte de médaille d'or durant ces JO.

### Médailles d'argent
| Sport                  | Discipline       | Sportifs         | Performance |
| Médailles d'argent : 2 |                  |                  |             |
| Athlétisme             | 200 mètres       | Norman Pritchard | 22 s 8      |
| Athlétisme             | 200 mètres haies | Norman Pritchard | 26 s 6      |

### Médailles de bronze
Aucun athlète indien ne remporte de médaille de bronze durant ces JO.